# Trois Corniches (Côte d'Azur)
Pour les articles homonymes, voir Route en corniche.
Les trois Corniches sont trois routes reliant Nice à Menton dans le département des Alpes-Maritimes en France. 

## Itinéraires
Le port Lympia de Nice correspond à l'extrémité occidentale des trois routes. La frontière franco-italienne à Menton correspond à la limite orientale. Elles traversent les communes de Villefranche-sur-Mer, Beaulieu-sur-Mer, Èze, Cap-d'Ail, La Turbie, Beausoleil et Roquebrune-Cap-Martin où les trois routes fusionnent. L'ouverture, en 1969, du tronçon de l'autoroute A8 entre Roquebrune et la frontière italienne dispense de l'utilisation de ces trois routes lors de la traversée des Alpes-Maritimes.

### Basse Corniche
La Basse Corniche correspondait à la route nationale 98. Depuis la réforme de 2005, le tronçon est déclassé en  route départementale 6098, connue sous l'appellation de « Route du bord de mer ». La Basse Corniche commence à Nice, longe le bord de mer et se termine à la frontière italienne à Menton après avoir été rejointe par les grande et moyenne Corniches à Roquebrune-Cap-Martin.

### Moyenne Corniche
La Moyenne Corniche était constituée par la route nationale 564. Depuis 2005, elle est classée comme étant la route métropolitaine 6007. Elle commence à Nice, franchit le col de Villefranche-sur-Mer et se poursuit pour rejoindre la Basse Corniche à l'entrée de Roquebrune-Cap-Martin.

### Grande Corniche
La Grande Corniche correspond à la section de la RD2564. Elle commence à Nice, franchit le col des Quatre-Chemins, le col d'Èze et se poursuit pour rejoindre la Moyenne Corniche à Roquebrune-Cap-Martin.

## Protection du site
Des parties des Grande et Basse Corniches à Èze sont classées parmi les sites et monuments naturels de caractère artistique des Alpes-Maritimes par arrêté du 20 juillet 1912.

Périmètre et limite des communes du Littoral de Nice à Menton.

Les terrains situés en contrebas de la Grande Corniche à Villefranche-sur-Mer sont classés parmi les sites et monuments naturels de caractère artistique, historique, scientifique, légendaire ou pittoresque par arrêté du 29 juillet 1937.
Les terrains situés en contrebas de la Grande Corniche à Èze sont inscrits sur l'inventaire des sites pittoresques par arrêté du 29 juillet 1937. 
Les terrains situés en contrebas de la Grande Corniche à Roquebrune-Cap-Martin sont inscrits au même titre par arrêté du 1er avril 1971.
Les trois Corniches sont comprises dans le périmètre du Littoral de Nice à Menton inscrit au même titre par arrêté du 20 mars 1973.

## Galerie

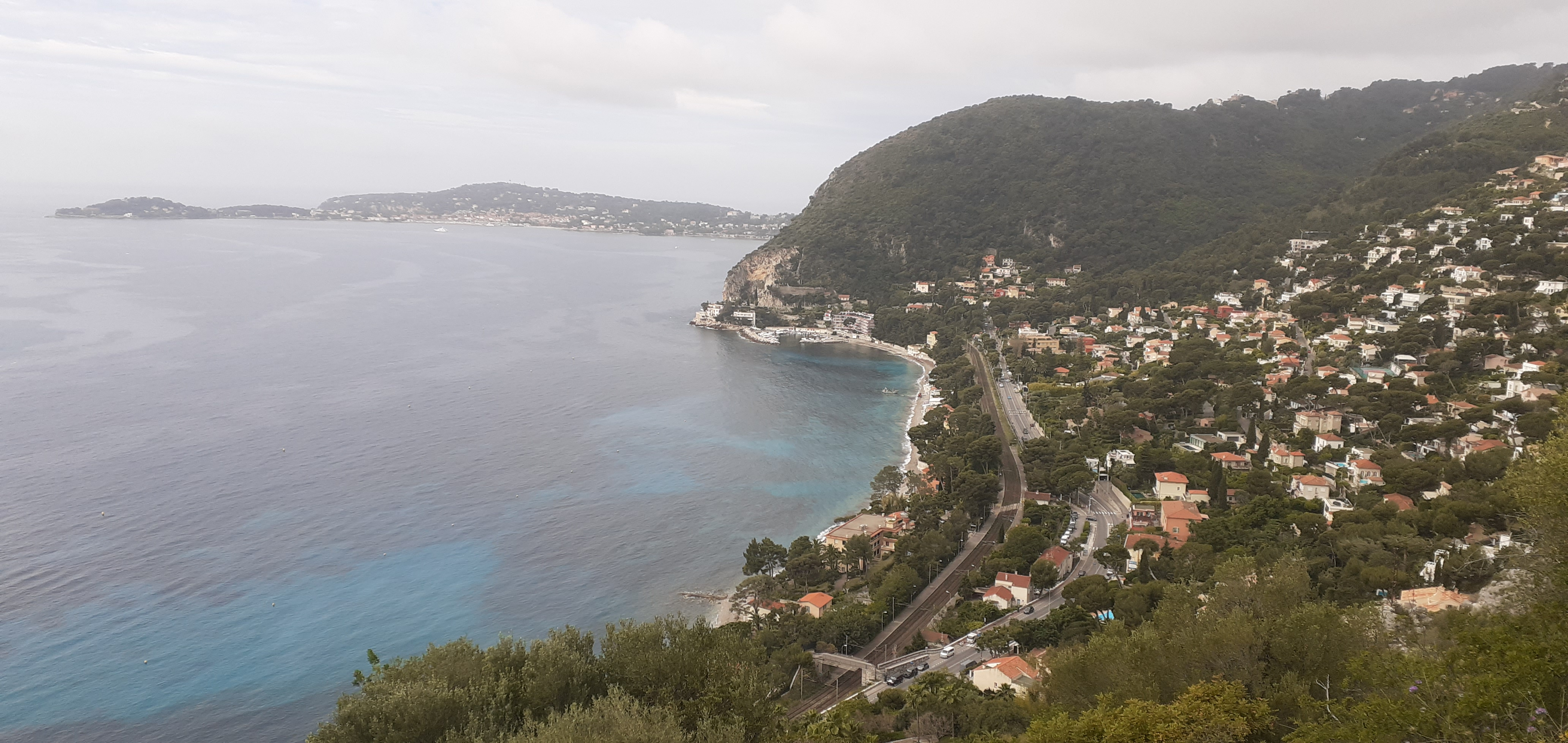
Vue sur la Basse Corniche qui traverse Èze-sur-Mer.
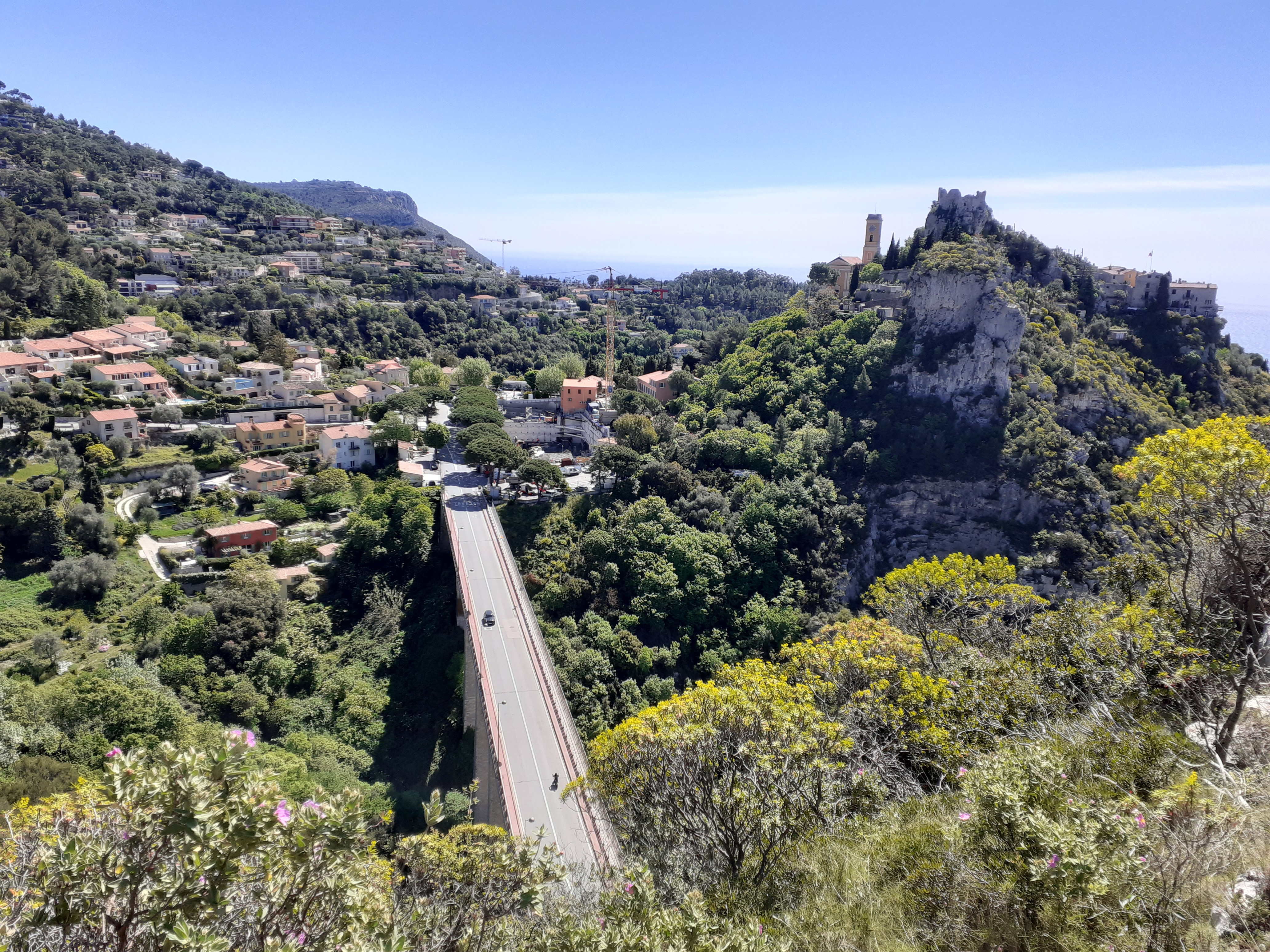
Vue sur la Moyenne Corniche à l'entrée d'Èze-village.
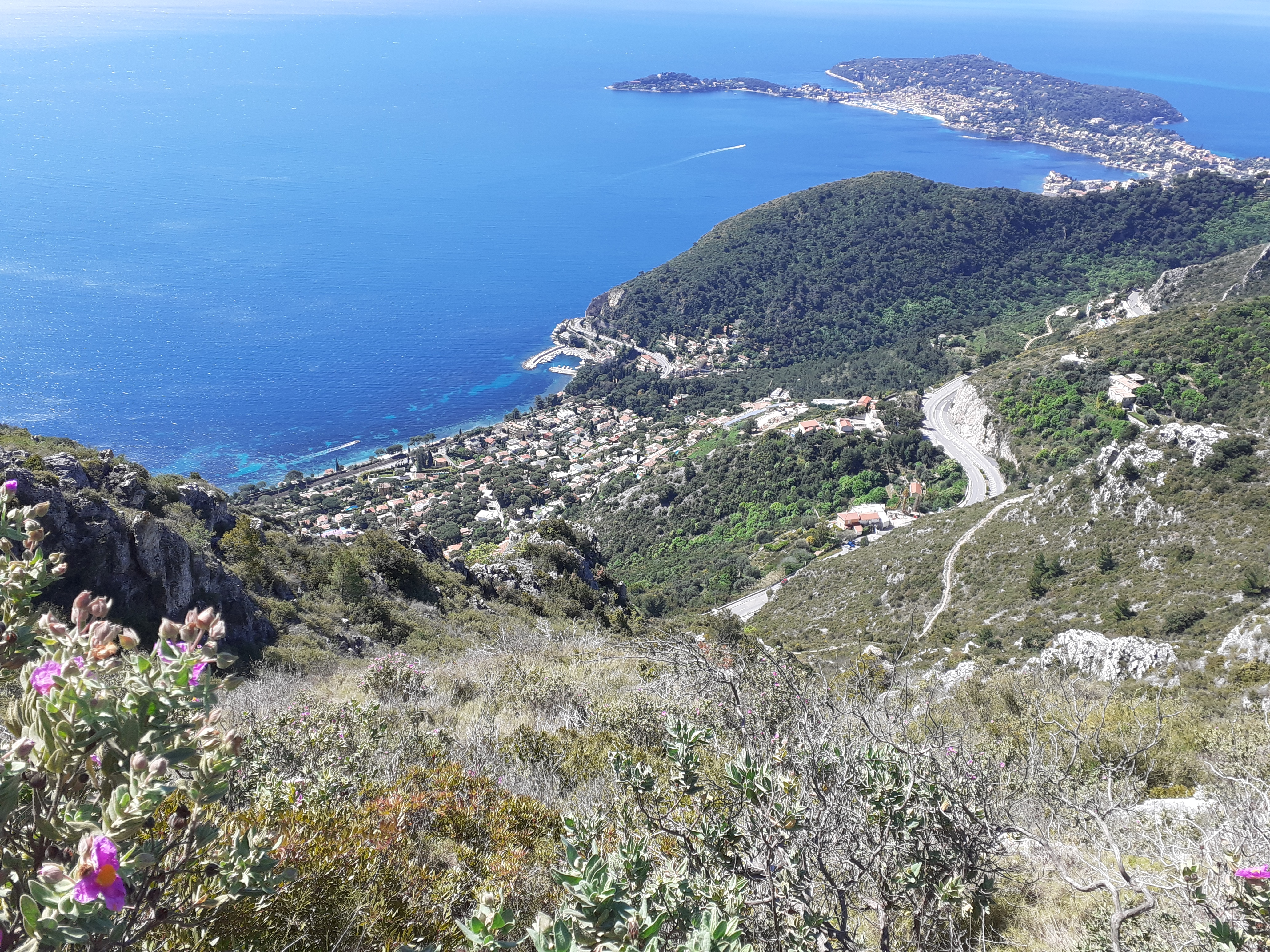
Vue sur la Basse et la Moyenne Corniche à Èze-sur-Mer.
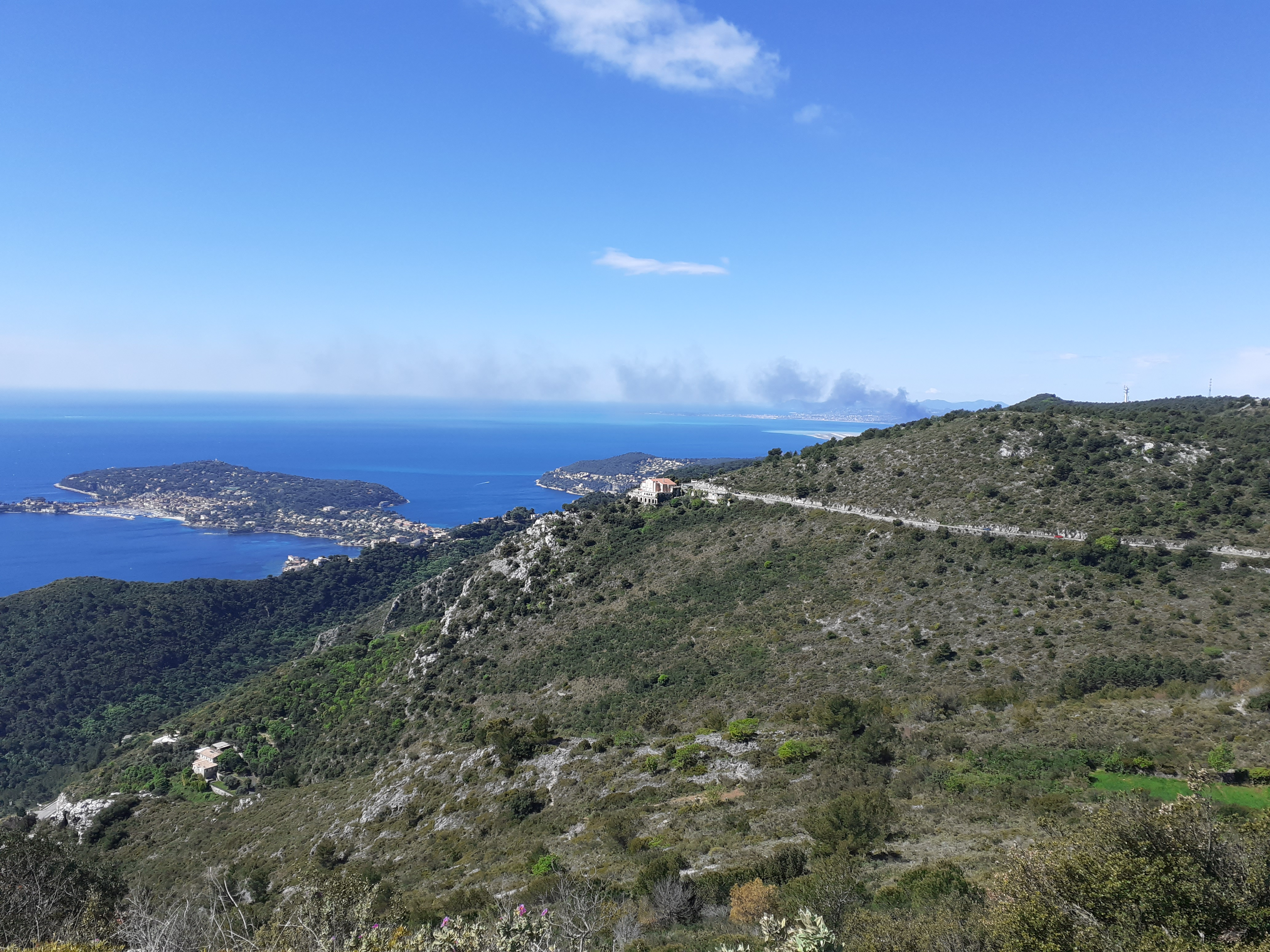
Vue sur la Grande Corniche à proximité du col d'Èze.